# Thurso, Québec
Thurso är en stad (kommun av typen ville) och tätort (centre de population) i provinsen Québec i Kanada. Den ligger i regionen Outaouais, i den sydöstra delen av landet, 40 km nordost om huvudstaden Ottawa. Antalet invånare vid folkräkningen 2021 var 3 084 i kommunen och 2 833 i tätorten.